# 中村区
中村區（日语：／ Nakamura ku */?）為位於日本愛知縣名古屋市西部的行政區，轄區包括名古屋車站周邊及以西區域，西北側以庄内川為界，東側及南側大致以鐵路東海道本線及關西本線分別與西區、中川區相鄰，位於名古屋車站東側至堀川以西的名站地區也是屬於中村區。
區名「中村」源自於區內過去的行政區劃「中村」，該地為過去在16世紀統一日本的豐臣秀吉出生地，也由於豐臣秀吉的緣故，現在在區內有許多地名，包括太閤、千成、豐國都是與豐臣秀吉相關。

## 歷史
在令制國時代時本地屬於尾張國愛知郡，16世紀戰國時代後期的豐臣秀吉及其家臣加藤清正皆是出身於此；17世紀進入江戶時代後，大部分區域都成為尾張藩的領地，19世紀末明治維新實施廢藩置縣後改隸屬名古屋縣，在1872年的第一次府縣整併後繼續隸屬新整併而成的名古屋縣，而名古屋縣在四個月後更名為愛知縣。
1878年名古屋城下的區域設立為名古屋區，名古屋區在1889年成為名古屋市，而現在的中村區在當時仍未屬於名古屋市，而是分屬笈瀨村、鷹場村、日比津村、織豐村、柳森村、岩塚村、御厨村七個行政區劃，這些區域在經歷1900年代的整併後成為愛知町、中村、常磐村、荒子村；1921年這些區域都被併入名古屋市，最初被劃入西區和中區，直到1937年名古屋市將位於東海道本線以西、關西本線以北區域劃出，新設立為中村區。

## 交通

### 鐵路
- 東海旅客鐵道
  - 東海道新幹線：（←名古屋市中川區） - 名古屋車站 - （清須市→）
  - 東海道本線：（←名古屋市中川區） - 名古屋車站 - （清須市→）
  - 中央本線：名古屋車站 - （名古屋市中川區→）
  - 關西本線：名古屋車站 - 八田車站 - （名古屋市中川區→）
- 名古屋鐵道
  - 名古屋本線：（←名古屋市中川區） - 名鐵名古屋車站 - （名古屋市西區→）
- 近畿日本鐵道
  - 名古屋線：近鐵名古屋車站 - 米野車站 - 黃金車站 - 烏森車站 - 近鐵八田車站 - （名古屋市中川區→）
- 名古屋臨海高速鐵道
  - 青波線：名古屋車站 - 笹島演奏廳車站 - （名古屋市中川區→）
- 名古屋市營地下鐵
  - 東山線：（名古屋市中川區） - 岩塚車站 - 中村公園車站 - 中村日赤車站 - 本陣車站 - 名古屋車站 - （名古屋市中區→）
  - 櫻通線：太閤通車站 - 名古屋車站 - 國際中心車站 - （名古屋市中區→）

## 外部連結
- （日語） 名古屋市中村区役所的X（前Twitter）